# Partecipanti al Giro di Slovenia 2023
Elenco dei partecipanti al Giro di Slovenia 2023.
Il Giro di Slovenia 2023 è stato la ventinovesima edizione della corsa. Alla competizione presero parte venti squadre: quattro con licenza UCI World Tour 2023, dieci UCI ProTeam, cinque UCI Continental Team e una selezione nazionale.
Accreditati alla partenza 138 ciclisti.

## Corridori per squadra
Nota: R ritirato, NP non partito, FT fuori tempo, SQ squalificato
| UAE Team Emirates                  | UAE Team Emirates                  | UAE Team Emirates                  | Bora-Hansgrohe                    | Bora-Hansgrohe                    | Bora-Hansgrohe                    | Team Jayco AlUla         | Team Jayco AlUla         | Team Jayco AlUla         |
| ---------------------------------- | ---------------------------------- | ---------------------------------- | --------------------------------- | --------------------------------- | --------------------------------- | ------------------------ | ------------------------ | ------------------------ |
| N°                                 | Ciclista                           | Clas.                              | N°                                | Ciclista                          | Clas.                             | N°                       | Ciclista                 | Clas.                    |
| 1                                  | Rui Oliveira                       | 70°                                | 11                                | Giovanni Aleotti                  | 4°                                | 21                       | Alessandro De Marchi     | 105°                     |
| 2                                  | Felix Groß                         | R 4ª                               | 12                                | Shane Archbold                    | 102°                              | 22                       | Dylan Groenewegen        | NP5ª                     |
| 3                                  | Álvaro Hodeg                       | R 5ª                               | 13                                | Cesare Benedetti                  | 62°                               | 23                       | Lucas Hamilton           | 106°                     |
| 4                                  | Juan Sebastián Molano              | R 4ª                               | 14                                | Florian Lipowitz                  | NP4ª                              | 24                       | Luka Mezgec              | 51°                      |
| 5                                  | Domen Novak                        | 29°                                | 15                                | Luis-Joe Lührs                    | 76°                               | 25                       | Jesús David Peña         | 5°                       |
| 6                                  | Diego Ulissi                       | 3°                                 | 16                                | Ide Schelling                     | 52°                               | 26                       | Lukas Pöstlberger        | 61°                      |
| 7                                  | Tim Wellens                        | 91°                                | 17                                | Ben Zwiehoff                      | 7°                                | 27                       | Filippo Zana             | 1°                       |
| Bahrain Victorious                 | Bahrain Victorious                 | Bahrain Victorious                 | Human Powered Health              | Human Powered Health              | Human Powered Health              | Eolo-Kometa Cycling Team | Eolo-Kometa Cycling Team | Eolo-Kometa Cycling Team |
| N°                                 | Ciclista                           | Clas.                              | N°                                | Ciclista                          | Clas.                             | N°                       | Ciclista                 | Clas.                    |
| 31                                 | Phil Bauhaus                       | 90°                                | 41                                | Kristian Aasvold                  | 39°                               | 51                       | Davide Bais              | 36°                      |
| 32                                 | Nicolò Buratti                     | 50°                                | 42                                | Stanisław Aniołkowski             | NP2ª                              | 52                       | Alessandro Fancellu      | 57°                      |
| 33                                 | Matej Mohorič                      | 2°                                 | 43                                | Alan Banaszek                     | R 4ª                              | 53                       | Lorenzo Fortunato        | 6°                       |
| 34                                 | Dušan Rajović                      | 92°                                | 44                                | Charles-É. Chrétien               | 82°                               | 54                       | Andrea Garosio           | 37°                      |
| 35                                 | Cameron Scott                      | 88°                                | 45                                | Paul Double                       | 8°                                | 55                       | Álex Martín              | 99°                      |
| 36                                 | Wout Poels                         | 9°                                 | 46                                | Seb. Schönberger                  | 18°                               | 56                       | Davide Piganzoli         | NP3ª                     |
|                                    |                                    |                                    | 47                                | Embret Svestad                    | 27°                               | 57                       | Fernando Tercero         | NP2ª                     |
| Bingoal WB                         | Bingoal WB                         | Bingoal WB                         | Green Project-BardianiCSF-Faizanè | Green Project-BardianiCSF-Faizanè | Green Project-BardianiCSF-Faizanè | Euskaltel-Euskadi        | Euskaltel-Euskadi        | Euskaltel-Euskadi        |
| N°                                 | Ciclista                           | Clas.                              | N°                                | Ciclista                          | Clas.                             | N°                       | Ciclista                 | Clas.                    |
| 61                                 | Louis Blouwe                       | 81°                                | 71                                | Luca Colnaghi                     | 71°                               | 81                       | Xabier Azparren          | NP5ª                     |
| 62                                 | Floris De Tier                     | 17°                                | 72                                | Davide Gabburo                    | 26°                               | 82                       | Carlos Canal             | NP5ª                     |
| 63                                 | Johan Meens                        | 41°                                | 73                                | Martin Marcellusi                 | 13°                               | 83                       | Unai Iribar              | NP5ª                     |
| 64                                 | Dimitri Peyskens                   | 54°                                | 74                                | Alex Santaromita                  | NP5ª                              | 84                       | Xabier Isasa             | NP5ª                     |
| 65                                 | Lennert Teugels                    | 28°                                | 75                                | Alex Tolio                        | 16°                               | 85                       | Txomin Juaristi          | NP5ª                     |
| 66                                 | Marco Tizza                        | 55°                                | 76                                | Alessandro Tonelli                | 34°                               | 86                       | Andoni López             | NP5ª                     |
| 67                                 | Aaron Van der Beken                | 73°                                | 77                                | Samuele Zoccarato                 | 58°                               | 87                       | Gotzon Martín            | NP5ª                     |
| Corratec Selle Italia              | Corratec Selle Italia              | Corratec Selle Italia              | Equipo Kern Pharma                | Equipo Kern Pharma                | Equipo Kern Pharma                | Q36.5 Pro Cycling Team   | Q36.5 Pro Cycling Team   | Q36.5 Pro Cycling Team   |
| N°                                 | Ciclista                           | Clas.                              | N°                                | Ciclista                          | Clas.                             | N°                       | Ciclista                 | Clas.                    |
| 91                                 | Matteo Amella                      | 77°                                | 101                               | Urko Berrade                      | 22°                               | 111                      | Negasi Haylu Abreha      | 44°                      |
| 92                                 | Davide Baldaccini                  | 32°                                | 102                               | Héctor Carretero                  | 89°                               | 112                      | Matteo Badilatti         | 11°                      |
| 93                                 | Nicolas Dalla Valle                | R 4ª                               | 103                               | Raúl García Pierna                | 14°                               | 113                      | Marcel Camprubi          | 19°                      |
| 94                                 | Alessandro Iacchi                  | 84°                                | 104                               | Jordi López                       | 10°                               | 114                      | Fabio Christen           | 46°                      |
| 95                                 | Marco Murgano                      | R 5ª                               | 105                               | Martí Márquez                     | 40°                               | 115                      | Tom Devriendt            | 79°                      |
| 96                                 | Veljko Stojnić                     | R 5ª                               | 106                               | Mikel Retegi                      | 86°                               | 116                      | Alessandro Fedeli        | 67°                      |
| 97                                 | Karel Vacek                        | 49°                                | 107                               | Pau Miquel                        | 30°                               | 117                      | Matteo Moschetti         | 104°                     |
| Caja Rural-Seguros RGA             | Caja Rural-Seguros RGA             | Caja Rural-Seguros RGA             | Tudor Pro Cycling Team            | Tudor Pro Cycling Team            | Tudor Pro Cycling Team            | Adria Mobil              | Adria Mobil              | Adria Mobil              |
| N°                                 | Ciclista                           | Clas.                              | N°                                | Ciclista                          | Clas.                             | N°                       | Ciclista                 | Clas.                    |
| 121                                | Fernando Barceló                   | 21°                                | 131                               | Nils Brun                         | 25°                               | 141                      | Tilen Finkšt             | 83°                      |
| 122                                | Jon Barrenetxea                    | 33°                                | 132                               | Aloïs Charrin                     | 47°                               | 142                      | Gal Glivar               | 42°                      |
| 123                                | Jefferson Cepeda                   | 38°                                | 133                               | Luc Wirtgen                       | 63°                               | 143                      | Kristjan Hočevar         | 56°                      |
| 124                                | David Gonzalez                     | 45°                                | 134                               | Lucas Eriksson                    | 35°                               | 144                      | Aljaž Jarc               | 85°                      |
| 125                                | Joel Nicolau                       | 24°                                | 135                               | Petr Kelemen                      | 59°                               | 145                      | Dimitar Jovanoski        | 78°                      |
| 126                                | Eduard Prades                      | R 4ª                               | 136                               | Simon Pellaud                     | 31°                               | 146                      | Kristijan Koren          | 80°                      |
| 127                                | Michal Schlegel                    | 23°                                | 137                               | Robin Froidevaux                  | 53°                               | 147                      | Boštjan Murn             | 93°                      |
| Cycling Team Kranj                 | Cycling Team Kranj                 | Cycling Team Kranj                 | Ljubljana Gusto Santic            | Ljubljana Gusto Santic            | Ljubljana Gusto Santic            | Team Vorarlberg          | Team Vorarlberg          | Team Vorarlberg          |
| N°                                 | Ciclista                           | Clas.                              | N°                                | Ciclista                          | Clas.                             | N°                       | Ciclista                 | Clas.                    |
| 151                                | Vid Jeromel                        | 103°                               | 161                               | Natan Gregorčič                   | 65°                               | 171                      | Pirmin Benz              | 87°                      |
| 152                                | Nejc Komac                         | 111°                               | 162                               | Dylan Hopkins                     | 43°                               | 172                      | Antoine Berlin           | 66°                      |
| 153                                | Gašper Otoničar                    | 72°                                | 163                               | Jernej Hribar                     | 108°                              | 173                      | Óscar Cabedo             | 15°                      |
| 154                                | Teo Pečnik                         | 97°                                | 164                               | Fabijan Kralj                     | R 4ª                              | 174                      | Jon Knolle               | 75°                      |
| 155                                | Luka Ziherl                        | R 4ª                               | 165                               | Viktor Potočki                    | R 4ª                              | 175                      | Lukas Meiler             | 74°                      |
| 156                                | Jaka Vovk                          | 100°                               | 166                               | Anže Skok                         | 64°                               | 176                      | Colin Stüssi             | 12°                      |
|                                    |                                    |                                    | 167                               | Dan Andrej Tomšič                 | 110°                              | 177                      | Moran Vermeulen          | 95°                      |
| RRK Group-Pierre Baguette-Benzinol | RRK Group-Pierre Baguette-Benzinol | RRK Group-Pierre Baguette-Benzinol | Selezione slovena                 | Selezione slovena                 | Selezione slovena                 |                          |                          |                          |
| N°                                 | Ciclista                           | Clas.                              | N°                                | Ciclista                          | Clas.                             |                          |                          |                          |
| 181                                | Marek Čanecký                      | 69°                                | 191                               | Gregor Matija Černe               | 98°                               |                          |                          |                          |
| 182                                | Tomaš Kalojiros                    | 94°                                | 192                               | Žiga Horvat                       | 60°                               |                          |                          |                          |
| 183                                | Christian Haas                     | R 3ª                               | 193                               | Marko Pavlič                      | 96°                               |                          |                          |                          |
| 184                                | Andrej Liska                       | 109°                               | 194                               | Jaka Primožič                     | 20°                               |                          |                          |                          |
| 185                                | Martin Gavenda                     | R 3ª                               | 195                               | Mihael Štajnar                    | 101°                              |                          |                          |                          |
| 186                                | Martin Voltr                       | 48°                                | 196                               | Luka Vrhovnik                     | 107°                              |                          |                          |                          |
| 187                                | Daniel Vysočan                     | 68°                                | 197                               | Leon Šarc                         | 112°                              |                          |                          |                          |